# Keersmakers
Keersmakers is een gehucht in Eksaarde, een deelgemeente van de Belgische stad Lokeren.

## Geschiedenis
Keersmakers ontstond op de plek waar de heirbanen Gent - Antwerpen en Lokeren - Hulst samenkomen of splitsen, en groeide uit tot een verzameling boerderijen en huizen rond dit knooppunt. Op de Ferrariskaart uit 1777 staat het gehucht vermeld als "Kertzmacker". Op latere kaarten, zoals de Atlas der Buurtwegen, komt het voor als "Keirsmaker" en "Keesmaker". Na verloop van tijd werd de naam "Keersmaker" prominenter en uiteindelijk gevestigd als "Keersmakers". Het gehucht breidde uit door middel van lintbebouwing in de richting van het nabijgelegen dorp Doorslaar.

## Ligging
Keersmakers ligt aan een knooppunt met de N70, de verbindingsweg naar Doorslaar en Gentdam, de vroegere heirbaan naar Hulst. Op de vroegere grens tussen Lokeren en Eksaarde.
Deelgemeenten: Daknam · Eksaarde · Lokeren · Moerbeke

Dorpen: Doorslaar · Heiende · Koewacht · Kruisstraat · Oudenbos

Gehuchten: Brandbezen · Bautschoot · Briel · Calaigne · Caudenborm · De Katte · Den Oever · Duivekeet · Eksaardedam · Everslaar · Fortuine · Ganzendries · Lammeken · Heydensveer · Hillare · Hul · Keerken · Keersmakers · Molenhoek · Molsbergen · Naastveld ·  Nieuwpoort · Oosteindeke · Pereboom · Rijssel · Rode Sluis · Scheepken · Staakte · Stenenbrug · Terwest · Turfakkers · Veldeken · Vogelzang · Vossel · Werkstede · Westhoek · Zeveneekskens · Zwarte Sluis

Wijken: Bergendries · Bokslaar · Bloemenwijk · De Kop · Flamigantenwijk · Ledehof · Heirbrug · Lokeren-Zuid · Puttenen · Rozen · Schrijverswijk · Spoele · Stationswijk · Vogelkwijk

Buurten: Kouter · Oude Brug · 't Zand

Belgische gemeenten · Arrondissement Sint-Niklaas · Oost-Vlaanderen · Vlaanderen